# Чанчунь си-ю цзи
Си ю цзи (кит. 西游记, «Описание путешествия на Запад») или Чанчунь чжэнжэнь сию цзи (кит. 长春真人西游记, «Описание путешествия на Запад истинного мужа Чанчуня») — путевой дневник путешествия, совершённого даосским монахом Чанчунем и группой его учеников в 1221 году из Китая в ставку Чингисхана.

## Маршрут путешествия
Маршрут путешествия проходил через Северный Китай, Монголию, Тянь-Шань и Среднюю Азию в Балх.

## Содержание произведения
В «Си ю цзи» содержатся подробные сведения о климате, физической и экономической географии местностей, пройденных путешественниками, нравах населяющих их народов. Также в произведении отмечены памятники старины, которые путешественники видели в пути, описаны следы недавних завоевательных походов монголов. Важную часть сочинения составляет изложение бесед Чанчуня с Чингисханом, что делает его уникальным источником.